# Rood knikmos
Rood knikmos (Bryum pallens) is een soort uit het geslacht knikmos (Bryum). 

## Determinatie
De typische wijnrode kleur, de aflopende blaadjes met grootste breedte in of juist boven het midden en duidelijk teruggerolde rand, de in de spitse bladtop eindigende nerf en de vaak aanwezige broeddraden in de bladoksels zijn goede veldkenmerken. De verdikte bladrand is een nuttig microscopisch kenmerk. De soort is tweehuizig.

## Ecologie
Het vestigt zich in open, grazige vegetatie op basenrijke (kei)leem, vochtig kalkhoudend zand in de duinen of minerotrofe zandgrond.

## Verspreiding
In Nederland komt rood knikmos vrij algemeen voor. Rood knikmos lijkt te ontbreken in de laagveenmoerassen van Noordwest-Overijssel en de Hollands-Utrechtse plassengebieden. De soort kwam voor 1950 verspreid voor in het binnenland, waarschijnlijk vooral in beekdalen. Na 1950 leek het aantal vindplaatsen in het binnenland sterk terug te lopen maar werden op de Waddeneilanden nieuwe vindplaatsen ontdekt.

## Fotogalerij

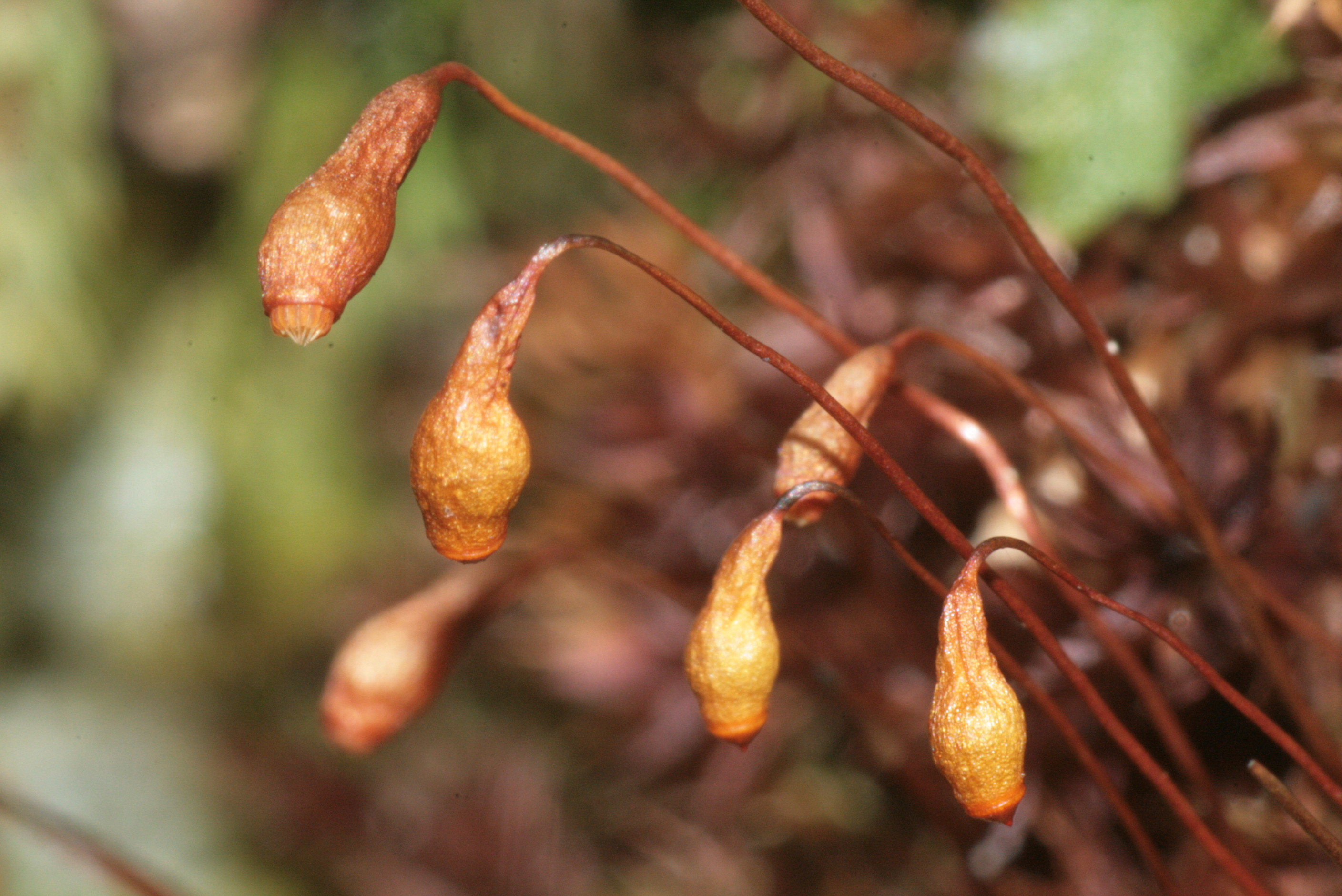
Sporenkapsels
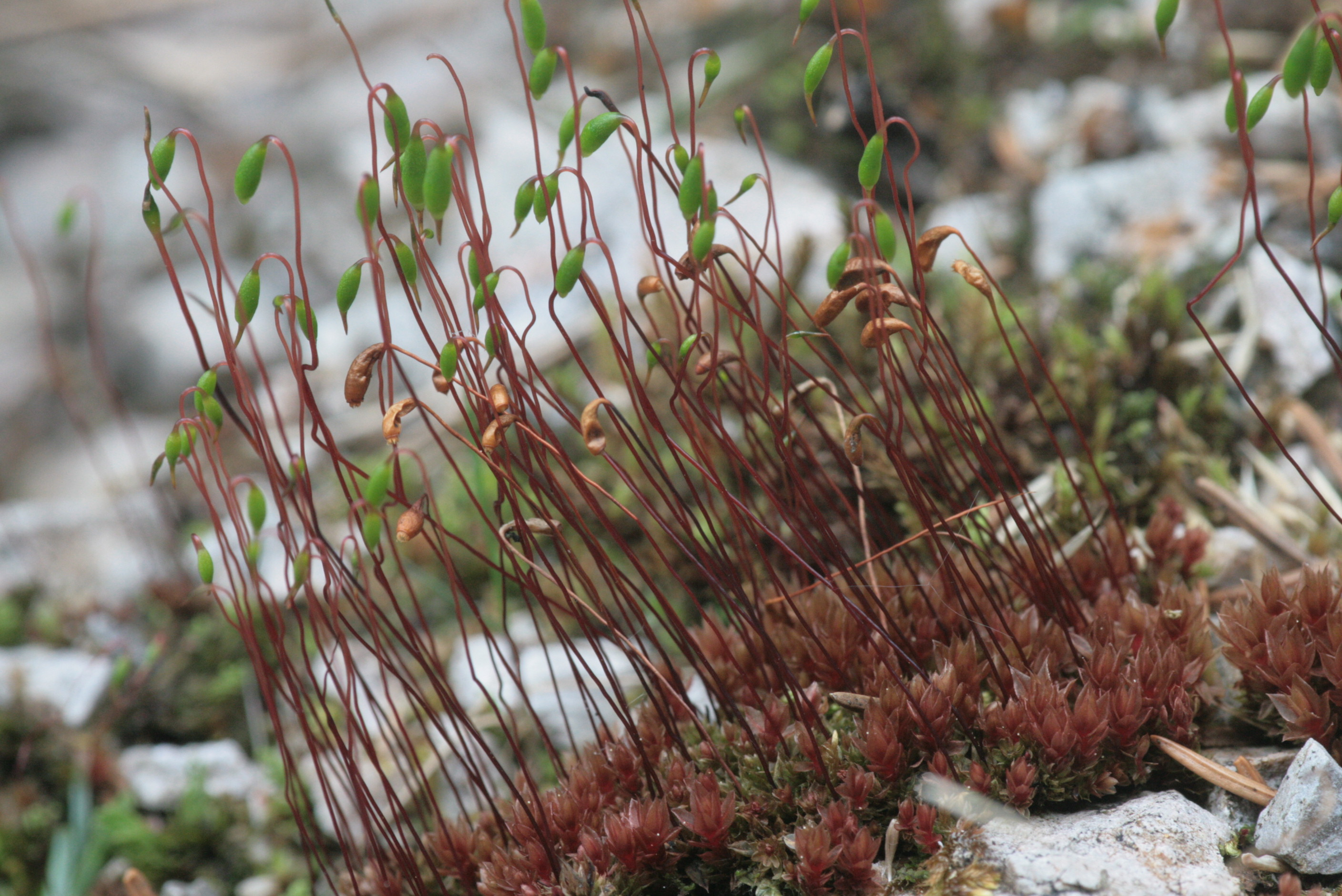
Zijaanzicht
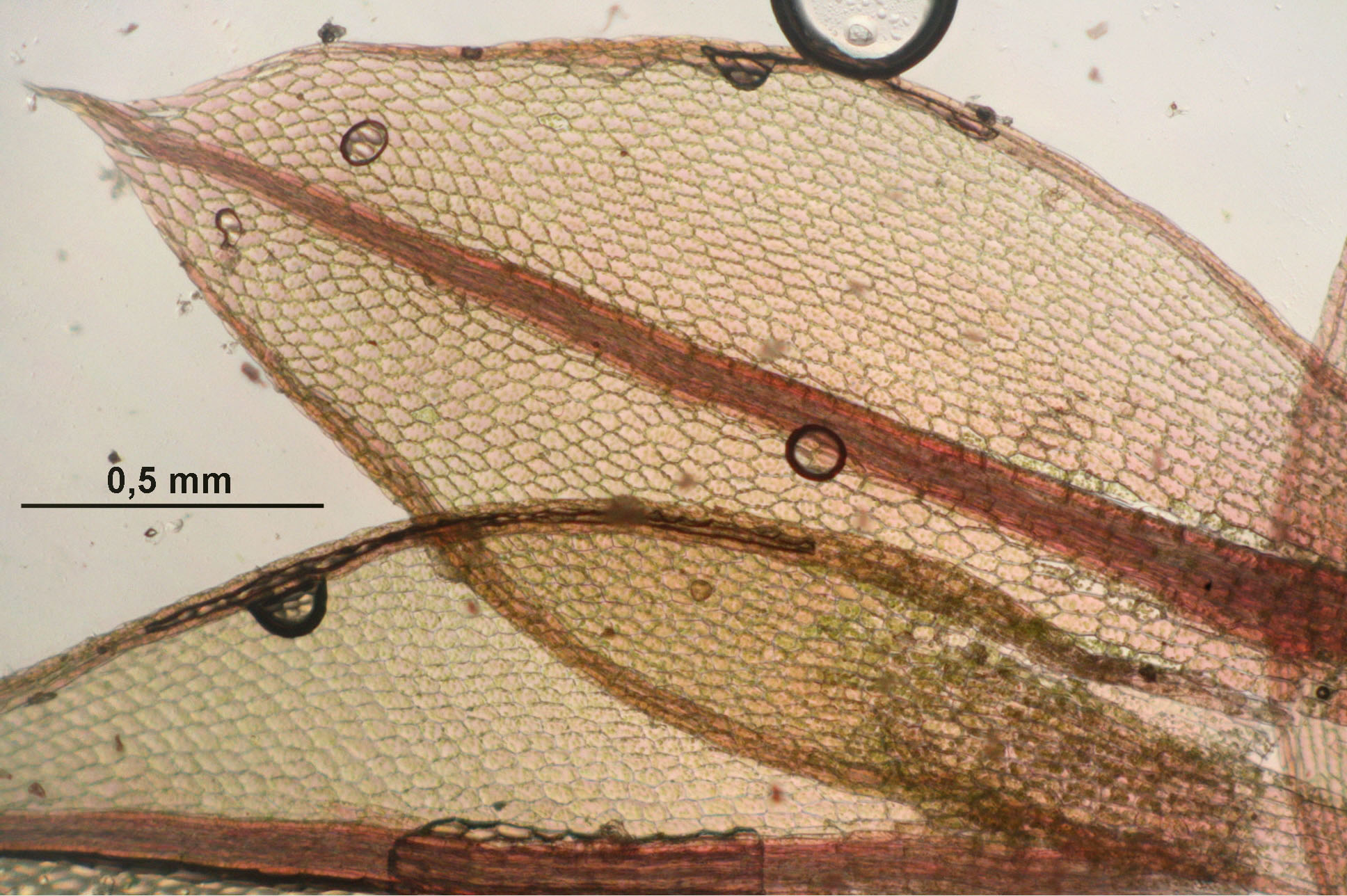
Blad
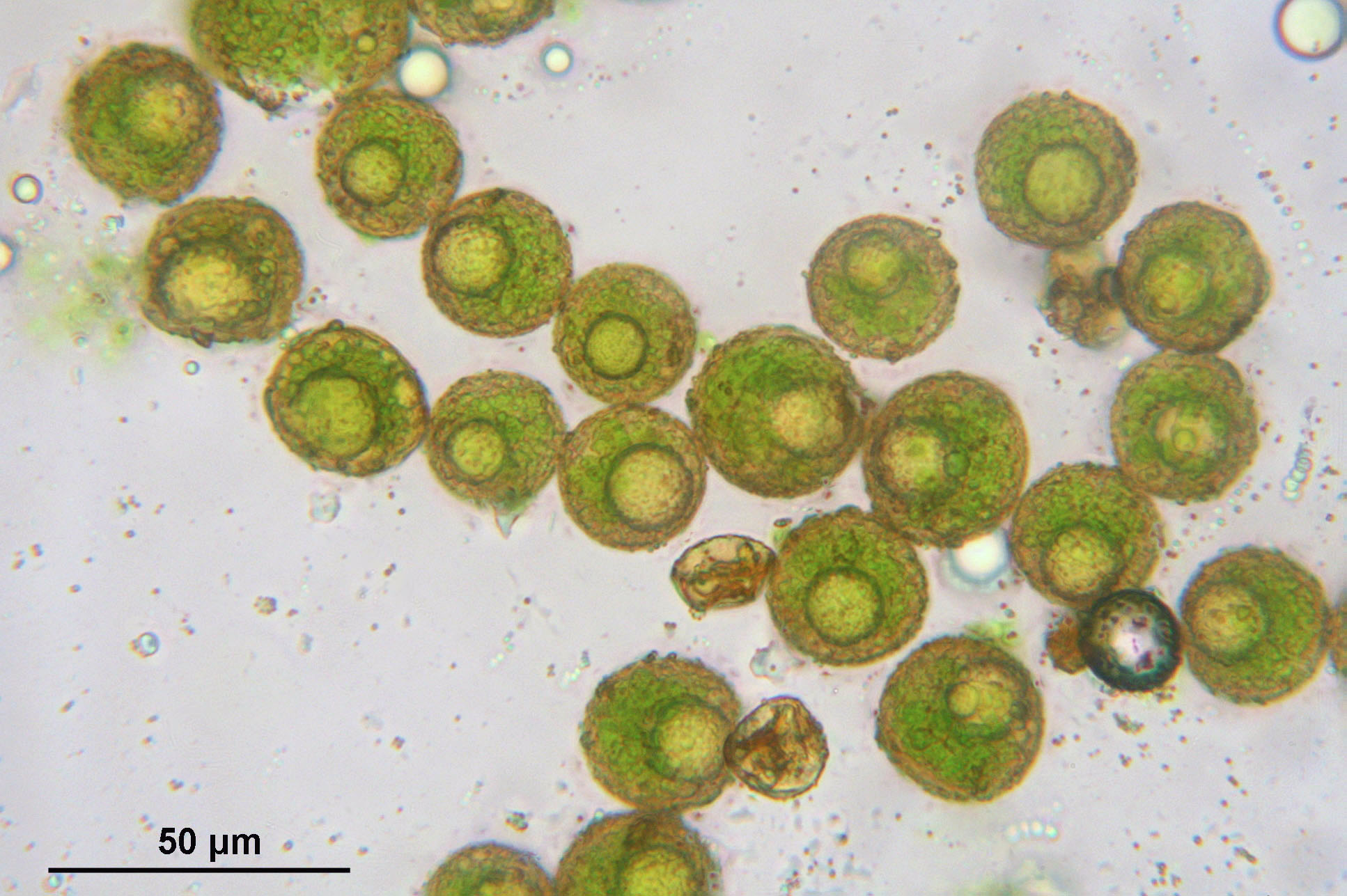
Sporen
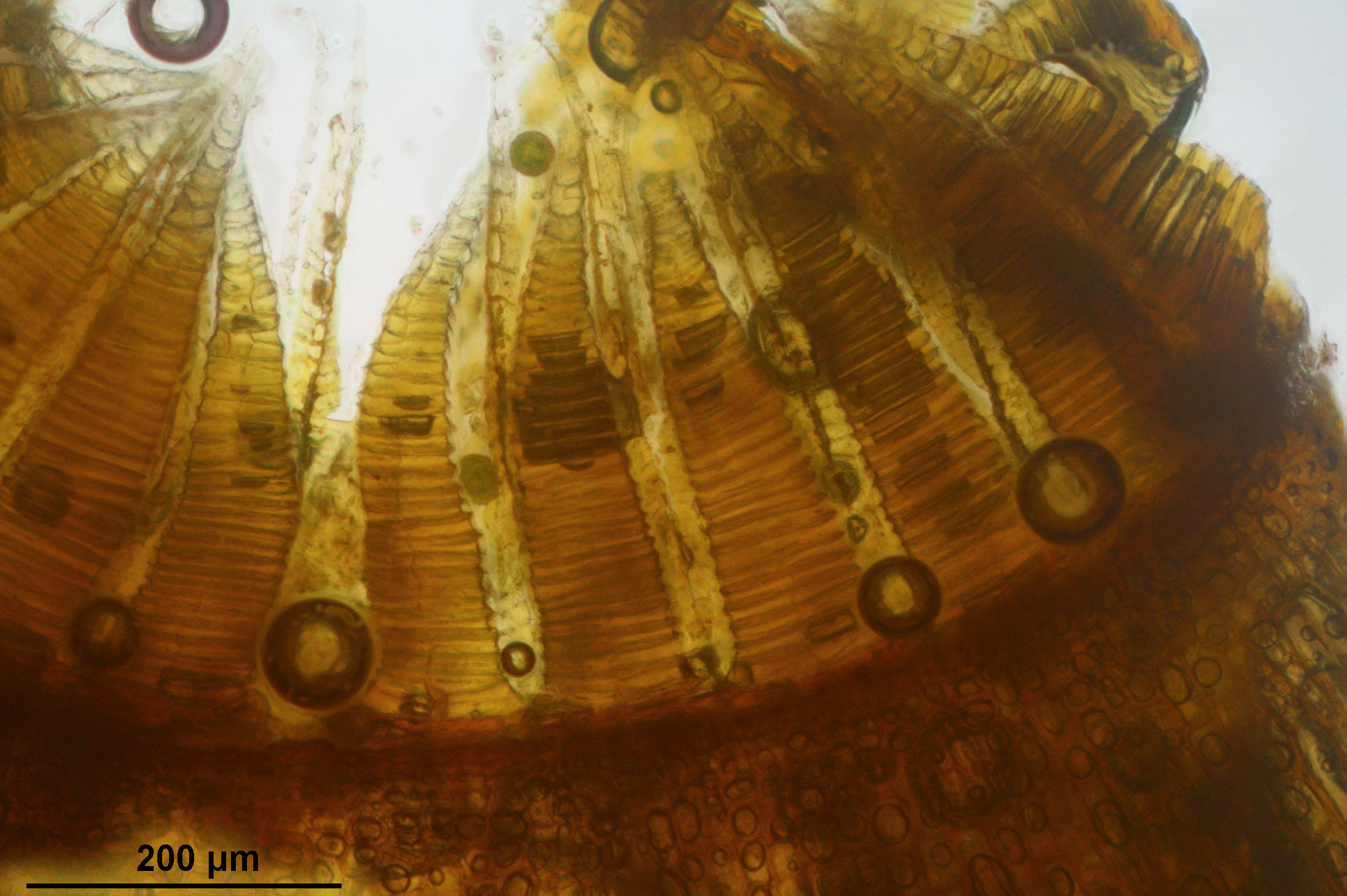
Peristoom